# Longxi
Longxi (chinesisch 陇西县, Pinyin Lǒngxī Xiàn) ist ein Kreis der bezirksfreien Stadt Dingxi in der chinesischen Provinz Gansu. Er hat eine Fläche von 2.411 km² und zählt 465.100 Einwohner (Stand: Ende 2018).